# Bophuthatswana
Pour les articles homonymes, voir Tswanaland (homonymie).
1972–1977
(autonome)
1977–1994
(indépendant)
Entités précédentes :
- Afrique du Sud

Entités suivantes :
- Afrique du Sud

Le Bophuthatswana (surnommé Bop) était un bantoustan (ou homeland) regroupant l'ethnie Tswana, déclaré indépendant de 1977 à 1994 et situé dans le Nord-Ouest de l'Afrique du Sud durant la période de l'apartheid.
En français, Bophuthatswana signifie rassemblement du peuple Tswana. Au début de son existence, le Bophuthatswana fut également appelé Tswanaland (pays des Tswanas).

## Histoire
En 1961, l'Autorité territoriale du Tswanaland est créée. Elle sera simplement rebaptisée en Tswanaland en 1968.
Le 1er avril 1972, le Tswanaland pris le nom de « Bophuthatswana » et obtint l'autonomie le 1er juin.
Son indépendance fut déclarée le 5 décembre 1977 par l'Afrique du Sud mais ne fut pas reconnue par l'ONU. Cette indépendance a pour conséquence de faire perdre leur citoyenneté sud-africaine à ses résidents ainsi qu'aux Tswanas résidant dans le reste de l'Afrique du Sud.
Un hymne (Lefatshe leno la bo-rrarona) fut adopté.
Son premier et unique président, artisan de l'autonomie et de l'indépendance, était Lucas Mangope. Il fut réélu le 11 novembre 1984 pour un second mandat mais exerça un régime autoritaire et despotique de 1968 au 13 mars 1994. Il survécut à une tentative de coup d'État le 10 février 1988 durant lequel Rocky Malebane-Metsing fut le président du Bophuthatswana pendant quelques heures.
En 1993, lors des négociations constitutionnelles sur l'après-apartheid, il refusa de faire réintégrer le Bophuthatswana au sein de l'Afrique du Sud et rejoint l'Alliance des Libertés regroupant des chefs conservateurs de bantoustans avec le Parti conservateur d'Afrique du Sud et l'Inkatha Freedom Party (à majorité Zoulou).
En mars 1994, son régime est renversé par une révolution populaire, précipitée par la tentative du Mouvement de résistance afrikaner (ou AWB) d'extrême droite de venir à son secours pour le maintenir au pouvoir. Du 13 mars au 26 avril 1994, la transition vers la réintégration dans l'Afrique du Sud fut assurée par les administrateurs Tjaart Van der Walt et Job Mokgoro.
Le Bophuthatswana est alors réintégré au sein de l'Afrique du Sud et ses résidents prennent part aux élections du 27 avril 1994.
Aujourd'hui, la Province du Nord-Ouest est constituée de la majeure partie de l'ancien Bophuthatswana alors que Lucas Mangope est devenu l'un des fondateurs du Parti chrétien-démocrate unifié, très présent dans cette province.

## Géographie

Carte du Bophuthatswana

La superficie du Bophuthatswana était de 40 330 km2 répartie en sept enclaves disséminées entre les provinces sud-africaines du Cap, du Transvaal et de l'État libre d'Orange. L'une d'elles jouxtait la république du Botswana et abritait la capitale Mmabatho située près de la frontière avec ce pays.

## Population
Le Bophuthatswana était censé regrouper les terres où vivaient la majorité des Tswanas. En réalité, jamais plus de la moitié des Tswanas vivaient dans le bantoustan.
En 1978, sur les 1 719 367 Tswanas que comptait l'Afrique du Sud, 600 241 vivaient dans le Bophuthatswana (34,91 %), 10 288 dans les autres bantoustans (0,6 %) et 1 108 838 dans le reste de l'Afrique du Sud (64,49 %).
En 1980, le recensement faisait état de 2 050 000 habitants dont 1 370 000 Tswanas, 140 000 Tsongas, 130 000 Sepedis, 90 000 Ndébélés, 90 000 Xhosas, 80 000 Basothos  et 30 000 Zoulous avec un taux de croissance annuel de 4 %.
En 1992, la population était de 2 489 347 habitants.
La religion la plus représentée était le christianisme et les langues les plus parlées étaient le tswana et l'afrikaans.
La perte de nationalité sud-africaine pour les Tswanas et les personnes vivant dans le Bophuthatswana (y compris les non Tswanas) entraina des mouvements de population et des discriminations entre les ethnies. Ainsi 600 000 personnes (dont 90 % de non Tswanas) expulsées des zones blanches du reste de l'Afrique du Sud vivaient dans le Winterveld, une vaste région située à une cinquantaine de kilomètres au nord-ouest de Pretoria, transformée en quelques années en squats et bidonvilles surpeuplés, sans eau ni égouts ni accès aux services de santé. De plus, ces réfugiés sont considérés comme illégaux dans le Bophuthatswana et sont victimes de harcèlement et de discriminations vis-à-vis de la police et des autres habitants.
Alors que le gouvernement sud-africain présentait les bantoustans comme la solution aux demandes des Noirs, ces derniers continuaient de se battre pour conserver leur citoyenneté sud-africaine. Nombre de révoltes et d'émeutes impliquaient des habitants des bantoustans comme à Soweto en 1976, dont le propre fils du président du Bophuthatswana.

### Logement
La majorité de la population, trop pauvre, vivait dans des townships.
Dans les villes officielles (par opposition aux townships et aux squats), 333 620 personnes vivaient dans 34 444 maisons (soit une moyenne de 9,5 personnes par foyer). Ces foyers dépassaient rarement les deux pièces, n'avaient pas d'eau courante, d'égouts ou d'électricité. Au lieu d'améliorer les conditions de logement, le gouvernement préféra investir 120 millions de US$ dans la capitale où seulement 400 maisons furent construites et vendues à un prix minimum de 13 000 US$, hors de portée de la très grande majorité de la population.

### Santé
Les mauvaises conditions de vie, le manque de soins médicaux et la promiscuité dans les townships favorisaient l'apparition de maladies. Tuberculose, gastro-entérites et malnutrition étaient monnaie courante. Il n'y avait qu'un médecin pour 16 000 habitants dans le Bophuthatswana contre un pour 400 dans les zones blanches et un lit d'hôpital pour 224 personnes contre un pour 61 dans le reste de l'Afrique du Sud.

### Éducation
Le nombre d'étudiants est passé de 64 650 à 143 168 de 1977 à 1981 mais le nombre d'écoliers du primaire a diminué dans le même temps. Le gouvernement dépensait 11 155 US$ par étudiant et par an alors que le gouvernement sud-africain n'en dépensait que 1 050.[pas clair]

## Politique
Le gouvernement du Bophuthatsawna était formé d'une assemblée nationale composée de 72 membres élus pour cinq ans et 36 membres nommés par les chefs locaux. L'assemblée nationale élisait un président pour un mandat de sept ans.
Il n'existait qu'un seul parti politique : le Bophuthatswana National Party (ou BNP) qui devint le Bophuthatswana Democratic Party (ou BDP) puis le Christian Democratic Party (ou CDP). Le Progressive People's Party (ou PPP) fut formé en 1987 mais dissout en 1988 après la tentative de coup d'État de son leader Rocky Malebane-Metsing.
Le premier président du Bophuthatswana fut Lucas Mangope dès l'indépendance du bantoustan. Il fut mis en place et maintenu par l'Afrique du Sud qui approuvait sa politique.
En théorie, les Droits de l'homme étaient garantis par le gouvernement mais dans les faits les détentions arbitraires furent monnaie courante et le gouvernement pouvait décréter une organisation illégale. Les chefs locaux avaient des pouvoirs étendus, notamment en matière de justice et de maintien de l'ordre.
Pour un Tswana, il était difficile d'entrer en Afrique du Sud. Il fallait être en possession d'un passeport du Bophuthatswana et passer par le bureau de l'emploi pour y travailler.
Concernant la réglementation du travail, la politique du Bophuthatswana était défavorable aux grandes firmes sud-africaines détenues par les Blancs. Pour s'en protéger, le ministre du travail, Rowan Cronje, ancien ministre du travail en Rhodésie, instaura un nouveau code du travail calqué sur celui de la Rhodésie et entré en vigueur en mars 1984 :
- il empêche toute activité des syndicats n'étant pas du Bophuthatswana. Ainsi trois syndicats, l'Union Nationale des Mineurs, le Syndicat des Travailleurs Unis d'Afrique du Sud  et le Syndicat des Travailleurs Unis et de la Restauration Commerciale, furent touchés par cette interdiction. Les mineurs travaillant dans une mine d'Union Carbide furent touchés par cette interdiction car ils appartenaient à l'Union Nationale des Mineurs. Afin de leur permettre de continuer à travailler, le Bophuthatswana fit une exception pour ce syndicat.
- tout syndicat doit se faire enregistrer auprès du gouvernement qui détermine s'il est représentatif des travailleurs ou s'il cherche à le devenir.
- l'interdiction d'un soutien politique aux syndicats

Mais il n'y avait aucun salaire minimum au Bophuthatswana ce qui les maintenait au plus bas selon l'offre et la demande.
En 1993, la force de défense du Bophuthatswana, en anglais Bophuthatswana Defence Force, comptait environ 4 000 soldats ainsi qu'une dizaine d'avions et d'hélicoptères non-armés au sein de la Bophuthatswana Air Force créée en 1987.

### Liste des chefs d'État du Bophuthatswana
- Tswanaland
  - Lucas Mangope (chef du conseil) : de 1968 au 1er avril 1972
- Bophuthatswana
  - Lucas Mangope (chef du conseil) (BNP) : du 1er avril 1972 au 1er juin 1972
- Bophuthatswana (autonome)
  - Lucas Mangope (ministre en chef) (BNP puis BDP) : du 1er juin 1972 au 6 décembre 1977
- Bophuthatswana (indépendant)
  - Lucas Mangope (président) (BDP puis CDP) : du 6 décembre 1977 au 18 février 1988
  - Rocky Malebane-Metsing (président) (PPP) : le 18 février 1988 pendant quelques heures (en rébellion)
  - Lucas Mangope (président) (BDP puis CDP) : du 18 février 1988 au 13 mars 1994
  - Tjaart Van der Walt et Job Mokgoro (administrateurs) : du 13 mars 1994 au 26 avril 1994

### Élections
À la première élection de l'assemblée nationale qui s'est déroulée en septembre 1977, seules 163 141 personnes (12 % des électeurs) ont voté. Sur les 300 000 Tswanas vivant à Soweto (non-inclus dans le Bophuthatswana), seuls 600 ont voté à l'élection de 1977 et 135 à celle de 1982. Sur les 96 sièges que comportait l'assemblée nationale, 90 revinrent au Democratic Party et six au Seoposengwe Party dont 48 sièges attribués par les votes et 48 sièges attribués par nomination.
De nouvelles élections ont eu lieu en octobre 1982 (résultats non connus).
En octobre 1987, les élections ont été remportées une nouvelle fois par le Democratic Party : sur les 108 sièges de l'assemblée nationale, 66 lui revinrent et les 42 restants par d'autres partis politiques. 72 sièges furent attribués par les votes et 36 par nomination.

## Économie
L'indépendance du Bophuthatswana n'a pas eu de répercussions sur l'économie : la population continuait de servir de réservoir de main d'œuvre pour les mines, les industries détenues par les Blancs. En 1982, ils étaient 236 000 (12 % de la population du Bophuthatswana) à travailler dans des entreprises détenues par des Blancs
Le Bophuthatswana était une vitrine de la politique des bantoustans car il était le seul économiquement viable (bien que soutenu par l'Afrique du Sud) et disposant de ressources naturelles sur son propre territoire. Le PIB de ses habitants était le plus élevé de tous ceux des bantoustans et dépassait celui de la majorité des pays africains. Malgré cela, le niveau de vie dans le Bophuthatswana restait bien inférieur à celui de l'Afrique du Sud. Le revenu moyen annuel se situait entre 339 et 495 $US, 60 % de la richesse provenait des travailleurs employés en Afrique du Sud et le PIB de tous les bantoustans représentait 3 % de celui d'Afrique du Sud.
En 1981, le taux de chômage était officiellement estimé à 19,4 % mais seulement un tiers des personnes arrivant sur le marché de l'emploi chaque année trouvait un travail dans le Bophuthatswana. La majorité des travailleurs n'avaient donc pas d'autre choix que de devenir des migrants qui partaient travailler en Afrique du Sud pour des contrats d'un an et sans possibilité d'emmener leur famille. Beaucoup de travailleurs migrants ne voyaient leur famille qu'une fois par an, pendant la courte période entre deux contrats.
D'autres travailleurs étaient employés dans les zones blanches mais n'avaient pas le droit de vivre hors du Bophuthatswana. Ils ne pouvaient travailler qu'au prix de longs trajets qui leur prenaient des heures et leur imposaient des horaires difficiles à vivre (la majorité se levait à trois heures du matin et se couchait à neuf heures du soir). Afin de se rapprocher de leur lieu de travail, beaucoup s'installèrent dans des townships (40 % de la population), notamment près de Pretoria et du bassin d'emplois de Witwatersrand. Ils furent 163 000 dans ce cas là.
Environ 85 % de la population active travaillait en relation avec l'agriculture. Mais le peu de terres cultivables et la faiblesse des précipitations ne permettait que de produire une agriculture vivrière. En 1980, l'agriculture vivrière représentait 5,6 % du PIB du Bophuthatswana, contre 0,5 % pour les exportations agricoles.
Le Bophuthatswana tirait 53 % de son PIB des mines. 30 % de la production mondiale de platine provenait du Bophuthatswana. Les sociétés sont principalement propriétés des grands groupes sud-africains blancs ou étrangers (Union Carbide laquelle exploite notamment une mine de vanadium). 40 000 personnes travaillaient dans ces mines qui imposaient un droit du travail similaire à celui de l'Afrique du Sud. Les statistiques sur les salaires dans les mines ne sont pas disponibles mais ils devaient être équivalents à ceux des mines sud-africaines, soit un salaire annuel de 260 US$ pour les Noirs contre 1 395 US$ pour les Blancs.
Il y avait peu d'usines dans le Bophuthatswana et celles-ci étaient détenues par de grandes firmes sud-africaines attirées par les faibles taxes.
Contrairement à l'Afrique du Sud puritaine, les jeux de hasard et les casinos n'étaient pas interdits au Bophuthatswana. En 1977, le sud-africain Sol Kerzner fonde Sun City, un complexe de loisirs comprenant des casinos, un centre de congrès, des hôtels... Le complexe est idéalement situé à 2 h de route de Pretoria et de Johannesburg, en plein cœur du Bophuthatswana, aux abords du parc national de Pilanesberg. En quelques années, Sun City s'affirme sur le marché international et accueille des concerts d'artistes du monde entier (Rod Stewart, Paul Simon, Queen, Elton John, Linda Ronstadt, Julio Iglesias, Ray Charles, Tina Turner, Dionne Warwick, Laura Branigan...). En 1992, le tout nouveau palace de la ville, The Lost City, accueille le concours de Miss Monde. Le complexe est alors, après les mines de diamants, la plus importante source de devises du bantoustan.

## Culture

### Drapeau
Le drapeau du Bophuthatswana a été défini avec le Bophuthatswana Flag Act de 1972 : le bleu représente l'infinité du ciel et les efforts pour le progrès et le développement, la barre orange symbolise le chemin que doivent parcourir les Tswanas pour mener à terme ce développement et la tête de léopard représente l'autorité qui doit guider le peuple (le léopard est le symbole traditionnel de l'autorité chez les Tswanas).
Le drapeau est entré en vigueur le 19 avril 1973. Il a été légèrement modifié avec l'indépendance du Bophuthatswana le 6 décembre 1977 et a été abandonné le 27 avril 1994 avec la réincorporation du Bantoustan dans l'Afrique du Sud.

### Philatélie
Entre 1977 et 1994, le Bophuthatswana a émis 309 timbres poste et neuf blocs-feuillets avec pour légende Bophuthatswana.